# Gran Premio di superbike di Phillip Island 2002
Il Gran Premio di superbike di Phillip Island 2002 è stato la seconda prova su tredici del campionato mondiale Superbike 2002, disputato il 24 marzo sul circuito di Phillip Island, ha visto la vittoria di Troy Bayliss in gara 1, lo stesso pilota si è ripetuto anche in gara 2.
La vittoria nella gara valevole per il campionato mondiale Supersport è stata invece ottenuta da Andrew Pitt.

## Risultati

### Gara 1

#### Arrivati al traguardo[4]
| Pos. | Nº  | Pilota               | Squadra                   | Motocicletta       | Giri | Tempo     | Griglia | Punti |
| ---- | --- | -------------------- | ------------------------- | ------------------ | ---- | --------- | ------- | ----- |
| 1º   | 1   | Troy Bayliss         | Ducati Infostrada         | Ducati 998 F 02    | 22   | 34:30.102 | 2º      | 25    |
| 2º   | 2   | Colin Edwards        | Castrol Honda             | Honda VTR 1000 SP2 | 22   | +0:02.469 | 1º      | 20    |
| 3º   | 11  | Rubén Xaus           | Ducati Infostrada         | Ducati 998 F 02    | 22   | +0:10.060 | 6º      | 16    |
| 4º   | 155 | Ben Bostrom          | Ducati L & M              | Ducati 998 F 02    | 22   | +0:21.132 | 5º      | 13    |
| 5º   | 100 | Neil Hodgson         | HM Plant Ducati           | Ducati 998 F 01    | 22   | +0:21.218 | 4º      | 11    |
| 6º   | 14  | Hitoyasu Izutsu      | Kawasaki Racing           | Kawasaki ZX-7RR    | 22   | +0:37.923 | 7º      | 10    |
| 7º   | 10  | Gregorio Lavilla     | Alstare Suzuki Corona     | Suzuki GSX-R750 Y  | 22   | +0:38.009 | 15º     | 9     |
| 8º   | 52  | James Toseland       | HM Plant Ducati           | Ducati 998 F 01    | 22   | +0:41.138 | 10º     | 8     |
| 9º   | 9   | Chris Walker         | Kawasaki Racing           | Kawasaki ZX-7RR    | 22   | +0:50.879 | 14º     | 7     |
| 10º  | 19  | Lucio Pedercini      | Pedercini                 | Ducati 998 RS      | 22   | +1:01.546 | 12º     | 6     |
| 11º  | 20  | Marco Borciani       | Pedercini                 | Ducati 998 RS      | 22   | +1:06.368 | 16º     | 5     |
| 12º  | 33  | Juan Borja           | Spaziotel Racing          | Ducati 998 RS      | 22   | +1:10.180 | 8º      | 4     |
| 13º  | 99  | Steve Martin         | DFX Racing Ducati Pirelli | Ducati 998 RS      | 22   | +1:16.607 | 13º     | 3     |
| 14º  | 30  | Alessandro Antonello | DFX Racing Ducati Pirelli | Ducati 998 RS      | 22   | +1:17.881 | 17º     | 2     |
| 15º  | 46  | Mauro Sanchini       | Kawasaki Bertocchi        | Kawasaki ZX-7RR    | 22   | +1:17.924 | 19º     | 1     |
| 16º  | 5   | Mark Heckles         | Castrol Honda Rumi        | Honda VTR 1000 SP2 | 22   | +1:19.230 | 21º     |       |

#### Ritirati
| Nº | Pilota              | Squadra                  | Motocicletta       | Giri | Griglia |
| -- | ------------------- | ------------------------ | ------------------ | ---- | ------- |
| 36 | Ivan Clementi       | Kawasaki Bertocchi       | Kawasaki ZX-7RR    | 21   | 20º     |
| 12 | Broc Parkes         | Ducati NCR Parmalat      | Ducati 998 RS      | 12   | 11º     |
| 7  | Pierfrancesco Chili | Ducati NCR Axo           | Ducati 998 RS      | 12   | 9º      |
| 28 | Serafino Foti       | Pedercini                | Ducati 996 RS      | 10   | 18º     |
| 41 | Noriyuki Haga       | Playstation2-FGF Aprilia | Aprilia RSV 1000   | 9    | 3º      |
| 68 | Bertrand Stey       | White Endurance          | Honda VTR 1000 SP1 | 4    | 22º     |
| 17 | Alistair Maxwell    | Alistair Maxwell         | Kawasaki ZX-7RR    | 0    | 23º     |

### Gara 2

#### Arrivati al traguardo[5]
| Pos. | Nº  | Pilota               | Squadra                   | Motocicletta       | Giri | Tempo     | Griglia | Punti |
| ---- | --- | -------------------- | ------------------------- | ------------------ | ---- | --------- | ------- | ----- |
| 1º   | 1   | Troy Bayliss         | Ducati Infostrada         | Ducati 998 F 02    | 22   | 34:35.633 | 2º      | 25    |
| 2º   | 2   | Colin Edwards        | Castrol Honda             | Honda VTR 1000 SP2 | 22   | +0:02.472 | 1º      | 20    |
| 3º   | 11  | Rubén Xaus           | Ducati Infostrada         | Ducati 998 F 02    | 22   | +0:09.682 | 6º      | 16    |
| 4º   | 100 | Neil Hodgson         | HM Plant Ducati           | Ducati 998 F 01    | 22   | +0:18.913 | 4º      | 13    |
| 5º   | 155 | Ben Bostrom          | Ducati L & M              | Ducati 998 F 02    | 22   | +0:18.944 | 5º      | 11    |
| 6º   | 41  | Noriyuki Haga        | Playstation2-FGF Aprilia  | Aprilia RSV 1000   | 22   | +0:19.573 | 3º      | 10    |
| 7º   | 52  | James Toseland       | HM Plant Ducati           | Ducati 998 F 01    | 22   | +0:32.956 | 10º     | 9     |
| 8º   | 10  | Gregorio Lavilla     | Alstare Suzuki Corona     | Suzuki GSX-R750 Y  | 22   | +0:33.001 | 15º     | 8     |
| 9º   | 9   | Chris Walker         | Kawasaki Racing           | Kawasaki ZX-7RR    | 22   | +0:33.085 | 14º     | 7     |
| 10º  | 33  | Juan Borja           | Spaziotel Racing          | Ducati 998 RS      | 22   | +1:01.882 | 8º      | 6     |
| 11º  | 30  | Alessandro Antonello | DFX Racing Ducati Pirelli | Ducati 998 RS      | 22   | +1:04.203 | 17º     | 5     |
| 12º  | 46  | Mauro Sanchini       | Kawasaki Bertocchi        | Kawasaki ZX-7RR    | 22   | +1:07.227 | 19º     | 4     |
| 13º  | 12  | Broc Parkes          | Ducati NCR Parmalat       | Ducati 998 RS      | 22   | +1:07.562 | 11º     | 3     |
| 14º  | 5   | Mark Heckles         | Castrol Honda Rumi        | Honda VTR 1000 SP2 | 22   | +1:07.794 | 21º     | 2     |
| 15º  | 36  | Ivan Clementi        | Kawasaki Bertocchi        | Kawasaki ZX-7RR    | 22   | +1:09.403 | 20º     | 1     |
| 16º  | 68  | Bertrand Stey        | White Endurance           | Honda VTR 1000 SP1 | 21   | +1 giro   | 22º     |       |
| 17º  | 17  | Alistair Maxwell     | Alistair Maxwell          | Kawasaki ZX-7RR    | 21   | +1 giro   | 23º     |       |

#### Ritirati
| Nº | Pilota              | Squadra                   | Motocicletta    | Giri | Griglia |
| -- | ------------------- | ------------------------- | --------------- | ---- | ------- |
| 14 | Hitoyasu Izutsu     | Kawasaki Racing           | Kawasaki ZX-7RR | 16   | 7º      |
| 20 | Marco Borciani      | Pedercini                 | Ducati 998 RS   | 15   | 16º     |
| 19 | Lucio Pedercini     | Pedercini                 | Ducati 998 RS   | 11   | 12º     |
| 7  | Pierfrancesco Chili | Ducati NCR Axo            | Ducati 998 RS   | 8    | 9º      |
| 99 | Steve Martin        | DFX Racing Ducati Pirelli | Ducati 998 RS   | 7    | 13º     |
| 28 | Serafino Foti       | Pedercini                 | Ducati 996 RS   | 6    | 18º     |

### Supersport

#### Arrivati al traguardo
| Pos. | Nº | Pilota               | Squadra                      | Motocicletta    | Giri | Tempo     | Punti |
| ---- | -- | -------------------- | ---------------------------- | --------------- | ---- | --------- | ----- |
| 1º   | 1  | Andrew Pitt          | Kawasaki Racing              | Kawasaki ZX-6R  | 21   | 34'18.694 | 25    |
| 2º   | 11 | Piergiorgio Bontempi | Ducati NCR Nortel Net.       | Ducati 748 R    | 21   | +3.963    | 20    |
| 3º   | 12 | Stéphane Chambon     | Alstare Suzuki Corona        | Suzuki GSX-R600 | 21   | +8.161    | 16    |
| 4º   | 37 | Katsuaki Fujiwara    | Alstare Suzuki Corona        | Suzuki GSX-R600 | 21   | +8.531    | 13    |
| 5º   | 3  | Jörg Teuchert        | Yamaha Motor Germany         | Yamaha YZF R6   | 21   | +10.284   | 11    |
| 6º   | 91 | Christian Kellner    | Yamaha Motor Germany         | Yamaha YZF R6   | 21   | +15.056   | 10    |
| 7º   | 13 | Christophe Cogan     | BKM Honda Racing             | Honda CBR 600F  | 21   | +17.282   | 9     |
| 8º   | 9  | Iain MacPherson      | Ten Kate Honda               | Honda CBR 600F  | 21   | +17.310   | 8     |
| 9º   | 99 | Fabien Foret         | Ten Kate Honda               | Honda CBR 600F  | 21   | +20.147   | 7     |
| 10º  | 15 | Alessio Corradi      | Team Italia Spadaro          | Yamaha YZF R6   | 21   | +21.821   | 6     |
| 11º  | 17 | Chris Vermeulen      | Van-zon-Honda-T.K.R.         | Honda CBR 600F  | 21   | +30.096   | 5     |
| 12º  | 5  | Kevin Curtain        | O.P.C.M. - Racing            | Yamaha YZF R6   | 21   | +30.184   | 4     |
| 13º  | 81 | Robert Ulm           | BKM Honda Racing             | Honda CBR 600F  | 21   | +30.267   | 3     |
| 14º  | 71 | Werner Daemen        | Van-zon-Honda-T.K.R.         | Honda CBR 600F  | 21   | +30.906   | 2     |
| 15º  | 8  | James Ellison        | Kawasaki Racing              | Kawasaki ZX-6R  | 21   | +37.923   | 1     |
| 16º  | 16 | Gianluca Nannelli    | Rox Racing                   | Ducati 748 R    | 21   | +53.324   |       |
| 17º  | 20 | Stefano Cruciani     | T. Italia Lorenzini by Leoni | Yamaha YZF R6   | 21   | +57.246   |       |
| 18º  | 28 | Daniel Stauffer      | Biomagnetic Sport            | Yamaha YZF R6   | 21   | +57.356   |       |
| 19º  | 14 | Diego Giugovaz       | GIMotorsport                 | Yamaha YZF R6   | 21   | +1'22.952 |       |
| 20º  | 44 | Antonio Carlacci     | Lorenzini by Leoni           | Yamaha YZF R6   | 21   | +1'23.508 |       |

#### Ritirati
| Nº | Pilota          | Squadra         | Motocicletta    | Giri |
| -- | --------------- | --------------- | --------------- | ---- |
| 2  | Paolo Casoli    | Yamaha Belgarda | Yamaha YZF R6   | 18   |
| 22 | Damian Cudlin   | Saveko Racing   | Yamaha YZF R6   | 15   |
| 7  | Karl Muggeridge | Honda UK Race   | Honda CBR 600F  | 10   |
| 30 | Adam Fergusson  | Cooper Racing   | Suzuki GSX-R600 | 8    |
| 69 | James Whitham   | Yamaha Belgarda | Yamaha YZF R6   | 1    |
| 33 | Robert Frost    | Saveko Racing   | Yamaha YZF R6   | 1    |